# Миттельхаузен
Миттельхаузен (нем. Mittelhausen) — община в Германии, в земле Саксония-Анхальт. 
Входит в состав района Зангерхаузен. Подчиняется управлению Альштедт-Кальтенборн.  Население составляет 590 человек (на 31 декабря 2006 года). Занимает площадь 12,66 км².